# Làmina pròpia
La làmina pròpia és un dels constituents de la mucosa, que recobreix diversos tubs en el cos (com el tub respiratori, el tub gastrointestinal, i el tub urogenital).
La làmina pròpia (més correctament lamina propria mucosæ) és una capa prima de teixit conjuntiu lax que es troba a sota l'epiteli i juntament amb el qual constitueix la mucosa. Com el seu nom en llatí indica, és un component característic de la mucosa, "la capa especial pròpia de la mucosa ". Per això el terme mucosa sempre es refereix a la combinació de l'epiteli més la làmina pròpia.
El teixit conjuntiu de la làmina pròpia és molt lax permetent-li ser molt ric en cèl·lules. Els tipus cel·lulars del làmina pròpia són molt diversos incloent, per exemple, fibroblasts, limfòcits, cèl·lules plasmàtiques, macròfags, leucòcits eosinòfils, i mastòcits. Proporciona suport i nutrients a l'epiteli, així com el mitjà per lligar al teixit subjacent. Les irregularitats en la superfície del teixit conjuntiu augmenten l'àrea de contacte del làmina pròpia i l'epiteli.
La làmina pròpia conté capil·lars i un vas limfàtic central a l'intestí prim, així com teixit limfàtic. La làmina pròpia també conté glàndules amb conductes que es dirigeixen a sobre de l'epiteli de la mucosa, que secreta mucositats i sèrum. La làmina pròpia també és rica en limfòcits. La majoria d'aquestes cèl·lules són limfòcits B secretors d'IgA.

## Composició i importància
La làmina pròpia és teixit conjuntiu lax, per això no és tan fibrosa com el teixit conjuntiu subjacent de la submucosa. El teixit conjuntiu i l'arquitectura de la làmina pròpia és molt compressible i elàstic, això pot ser vist en òrgans que requereixen expansió com la bufeta. S'ha vist que el col·lagen en el làmina pròpia dels òrgans elàstics té una important funció mecànica. Ha estat suggerit que també poden haver-hi miofibroblasts a la làmina pròpia de diversos òrgans. Aquestes cèl·lules (miofibroblasts) tenen característiques tant de múscul llis com de fibroblasts.
La làmina pròpia també pot ser rica en xarxes vasculars, vasos limfàtics, fibres elàstiques, i fibres de múscul llis de la muscular mucosa. A la làmina pròpia també s'hi poden trobar terminacions nervioses aferents i eferents. Poden ser-hi presents cèl·lules immunitàries, així com teixit limfoide, incloent nòduls limfàtics i capil·lars. En alguns teixits poden haver-hi fibres de múscul llis a la làmina pròpia, com per exemple en les vellositats intestinals. Pràcticament no hi ha adipòcits. Els vasos limfàtics poden penetrar la mucosa per sota de la membrana basal de l'epiteli, des d'on drenen la làmina pròpia. La ràpida taxa de mort cel·lular i de regeneració de l'epiteli deixa moltes restes cel·lulars. S'ha vist que aquestes restes entren a la làmina pròpia, la majoria de les quals es troben dins de macròfags.

## Funció en el sistema immunitari
Com que l'epiteli sovint pateix tensió externa i és delicat, la làmina pròpia conté moltes cèl·lules immunitàries. En el conducte intestinal el sistema immunitari ha de tolerar la flora intestinal normal, i tot i així ha de respondre a microorganismes patògens. Un mal balanceig d'aquest factors causa malalties inflamatòries com per exemple la malaltia inflamatòria de l'intestí. La riquesa de la làmina pròpia en macròfags i cèl·lules limfoides fa que sigui un lloc clau per a la resposta immunitària que es produeixi. Forma part de la barrera que protegeix els teixits interns dels microorganismes patògens externs, especialment en el conducte gastrointestinal.
Els miofibroblasts de la làmina pròpia la converteixen en un col·laborador molt important de la inflamació i la resposta curativa de les ferides. Els miofibroblasts són capaços d'alliberar citocines i quimiocines en resposta a la tensió. La seva capacitat contràctil també pot ajudar a mantenir el teixit compacte en el mecanisme de cicatrització de la ferida.

## Càncer
El càncer epitelial sol envair el gangli limfàtic profund i regional. La làmina pròpia és una de les barreres a la submucosa i és una zona on la invasió del càncer epitelial és d'importància, ja que la invasió limfàtica és un predictor independent de metàstasi en els ganglis limfàtics, especialment en el càncer gàstric. Tan aviat com els tumors passen la membrana basal i arriben a la làmina pròpia són exposats als vasos limfàtics, que poden augmentar l'índex de metàstasi i progressió del càncer. Una invasió més profunda a la submucosa augmentarà l'exposició als vasos limfàtics.
Una inflamació de llarga durada és un factor de risc per al desenvolupament de càncer. Els macròfags de la làmina pròpia, quan estan sota molt d'estrès alliberen senyals pro-inflamatoris que poden conduir a una major probabilitat de desenvolupar càncer. Un exemple d'això és l'activació de la via de l' IL6 / STAT3 que s'ha relacionat amb el càncer de colitis associada.